# Veliki Iran
Veliki Iran (perz. ایران بزرگ: Irān-e Bozorg ali ایرانزمین: Irān-zamīn) ali Iranski kulturološki kontinent je naziv za področje kjer dominira iranska kultura. Obsega območje iranske visoke planote od Kavkaza na zahodu do reke Ind v današnjem Pakistanu na vzhodu in  tvori zgodovinsko območje Irana.
Ker je govor o kulturnem in ne o političnem izrazu, pod „Velikim Iranom“ razumemo območje zgodovinsko naseljeno z iranskimi narodi vse od bronaste dobe. Naziv „Iran“ se v geografskem smislu uporablja več tisočletij (glej: Terminologija Irana in Perzije), medtem ko se v političnem smislu prvič uporablja v dobi Sasanidov (3. st.). V tem času je bil Iran multinacionalna država, ki je politično obsegala Malo Azijo, ne pa področja vzhodno od dveh iranskih puščav. V kulturnem smislu pa je ravno obratno, saj je obsegala tudi iranske narode na vzhodu.

## Definicija
Po Richardu Nelsonu Fryeu, Veliki Iran obsega »večino Kavkaza, Afganistana, Pakistana in Srednje Azije, kulturni vpliv pa posega tudi v zahodno Kitajsko in Indijo, ter področja naseljena s semitskimi narodi«. Frye še pravi: »Pod Veliki Iran razumemo vse države v katerih se govori ali se je govorilo iranske jezike, odnosno vsa področja kjer so obstajale multinacionalne iranske države«. 
Richard Foltz navaja: „Često menijo, da so vsi narodi Velikega Irana - kulturološkega pojma, ki se razteza od Mezopotamije in Kavkaza do Horezma, Transoksanija , Baktrije, ter vključuje Perzijce, Medijce, Parte, Sogdijance in ostale - bili zoroastrijanci v preislamskem času“. 
Grki so razlagali, da se je Veliki Iran raztezal do reke Ind.
Zgodovinarja J. P. Mallory in Douglas Q. Adams trdita, da se je v zahodnem delu Velikega Irana v ahemenidsksem obdobju govorilo severozahodne iranske jezike, na vzhodnem delu pa vzhodnoiranske jezike, ki ustrezajo Avesti.
George Lane prav tako navaja, da so Ilkanidi po razpadu Mongolskega cesarstva postali vladarji Velikega Irana. Judith G. Kolbas trdi, da je Uljayti vladal tem področjem med letoma 1304 in 1317.
Glavni viri zgodovinarja Mira Khvanda (ki proučuje timuridsko obdobje) definirajo Iranšaher (Veliki Iran) kot področje med Evfratom in Amu-Darjo.
Skozi zgodovino pa vse do današnjega dne, etnična pripadnost nikoli ni bila odločilni kriterij pri določanju meja Velikega Irana. Richard Nelson Frye pravi: »Mnogokrat sem izpostavil, da današnji narodi Srednje Azije, ne glede na to ali govorijo iranske ali turške jezike, imajo eno kulturo, eno religijo, en istem družbenih vrednot, in jih razlikuje samo jezik.«
Šele v novejšem času je zahodna kolonialna intervencija povzročil etnične težnje odnosno etnično delitev mej v pokrajinah Velikega Irana. Patrick Clawson omenja, da je pojav etničnega nacionalizma fenomen, ki se je pojavil v 19. st., in da je Veliki Iran od vedno bil super-država v kulturnem, a ne v političnem smislu.
V delu Nuzhat al-Qolub (نزهه القلوب), srednjeveški geograf Hamdolah Mostowfi piše:
چند شهر است اندر ایران مرتفع تر از همه

Nekatera mesta Irana so boljša od ostalih,

بهتر و سازنده تر از خوشی آب و هوا

Ona imajo lepo in ugodno vreme,

گنجه پر گنج در اران صفاهان در عراق

Bogati Gandža od Arana, in Isfahan enako,

در خراسان مرو و طوس در روم باشد اقسرا
Merv in Tus v Horasanu, in Konje Urgenč (Aksara) tudi.
Geografski pristop The Cambridge History of Iran, opisuje Veliki Iran kot »zgodovinsko in kulturološka entiteta«. ta obsega ozemlja Irana, Afganistana, ter kitajske in bivše sovjetske Srednje Azije..

## Ozadje
V perzijščini se Veliki Iran imenuje Iranzamin (ایرانزمین) kar pomeni „Iranska dežela“. Pojem Iranzamin je v mitologiji nakazoval na nasprotje deželi Turan, ki se je nahajala v zgornjem delu Srednje Azije.
V predislamskem obdobju so Iranci deželo, ki so ji vladali delili na dva dela; Iran in Aniran. Pod Iran so spadale vse pokrajine naseljene s starodavnimi iranskimi narodi, in so obsegale mnogo večje področje kot danes. Isto ozemlje (nasprotno Aniranu) velja  za jedro zgodnjega Velikega Irana. Kasneje so se meje področja naseljenega z iranskimi narodi menjale, a sta njihov jezik in kultura zadržala dominantni status v večini delov Velikega Irana.
Perzijski jezik je bil vodilni jezik v Srednji Aziji in na Kavkazu vse do ruske okupacije. Srednja Azija v kulturnem smislu velja za zibelko modernega perzijskega jezika. Perzijski jezik se je kot glavni uporabljal tudi v iraškem Kurdistanu vse do britanske okupacije odnosno mandata (1918.-1932.).
Številni vzroki so bili razlog za izgubo srednjeazijskih kanatov: slabljenje Perzije v 17. in 18. st., širjenje Ruskega in Britanskega imperija, Gulistanski mirovni sporazum in pogodba iz Turkmenčaja, po katerih so bili Rusom prepuščeni deli ozemlja, nenadna smrt Abasa Mirze (1823.), uboj perzijskega velikega vezirja (Mirza AbolQasem Qa'im Maqām), itd. Zaradi navedenih dejstev so mnogi kanati na severu začeli izgubljati vero v perzijsko pomoč proti ruski cesarski armadi. Ruska vojska je okupirala obalo Aralskega jezera (1849.), Taškent (1864.), Buharo (1867.), Samarkand (1868.), ter Hivo in Amu-Darjo (1873.).
Citati Patricka Clawsona (Washington Institute for Near East Policy):
Mnogi Iranci menijo da naravne meje njihovega vpliva segajo preko mej modernega Irana. Iran je bil nekoč  mnogo večji. Portugalska vojska je zasedla  njegove otoke in pristanišča v 16. in 17. st. V 19. st. je Ruski imperij prevzel od Irana današnjo Armenijo, Azerbajdžan tre dele Gruzije. Osnovne šole učijo o iranskih koreninah ne samo v mestih kot je Baku, temveč tudi severnih mestih kot je Derbent v južni Rusiji. Perzijski šah je prenehal z zahtevami delov zahodnega Afganistana po Anglo-iranski vojni (1856-1857). Šele 1970 je konzulat ZN končal  iranska zahteve za Bahrajn, otokom v Perzijskem zalivu. V preteklih stoletjih se je iranska suverenost raztezala tudi preko Iraka in celo zahodneje. Ko se je zahodni svet vtikal v iransko vmešavanje izven svojih meja, se je iranska vlada opravičevala s tem, da svoj vpliv širi samo na področja, ki jih je nekoč posedovala. Iranska izguba ozemlja v korist tujih sil je žaljiva celo še danes.
Današnji Iran je samo ostanek tistega kar je nekoč bil. Na vrhuncu svoje moči so iranski vladarji kontrolirali Irak, Afganistan, zahodni Pakistan, večino Srednje Azije, ter Kavkaz. Mnogi Iranci danes smatrajo ta področja kot del iranske vplivne cone.
Od Ahemenidske dobe so Iranci morali braniti svoje geografske meje. Visoke gore in prostranstva Iranske visoke planote  niso bila več dovolj za obrambo od ruske armade ali britanske mornarice. V začetku 19. s. so bila ozemlja Azerbajdžana, Armenije, Afganistana in večine Gruzije  iranska, ob koncu istega stoletja pa izgubljena kot rezultat evropskih vojnih osvajanj.

## Pokrajine
V srednjem veku sta ozemlje Velikega Irana sestavljala dva dela: Perzijski Irak (zahodni del) in Horasan (vzhodni del). Črta razdvajanja je potekala v glavnem ob mestih Gorgan in Damagan. Ta delitev je veljala pretežno v času Gaznavidov, Seldžukov in Timuridov, o čemer pričajo dela Abolfazl Bijakija (Tārīkhi Baïhaqī), Al-Gazalija (Faza'ilul al-anam min rasa'ili hujjat al-Islam), itd. Pokrajini Transoksanija in Horezm sta bili v glavnem vključeni v vzhodni del (Horasan).

### Srednja Azija
mini|desno|300px|Zemljevid Gerarda Mercatorja iz 1595, ki kaže področja Srednje Azije
Po N. T. Homayounu: "Horezm je ena od regij Iran-zameena, odnosno domovina starodavnih Irancev (Airyanem Vaejah), po antični knjigi Avesti". Moderni učenjaki verjamejo, da je Horezm to kar starodavni avestanski teksti imenujejo Ariyaneh Waeje ali Iran vij. Isti viri navajajo, da je bil Urgench, ki je bil glavno mesto starega Horezma, pravzaprav Ourva - osma dežela Ahure Mazde, ki je navedena v Vendidadu, enem od delov Aveste. Michael Witzel, raziskovalec indoevropske zgodovine verjame, da je Iran vij umeščen v današnjem Afganistanu oziroma v severnih področjih antičnega Horezma in širšega Horasana. Drugi zgodovinarji, kot Eltona L. Daniel iz Havajske univerze trdi, da Horezm teritorialno najbolj odgovarja področjem, ki so originalna domovina avestanskih narodov, medtem ko Dehkhoda navaja, da je Horezm "zibelka arijskih plemen". Današnji Horezm je razdeljen med več držav Srednje Azije.
Razširjen preko in izven meja Horezma, je Horasan obsegal področja Srednje Azije od Semnana na vzhodu, preko severnega Afganistana, do podnožja Pamirja (antičnega gorovja Imeon). Moderne pokrajine kot so Sandžan v Turkmenistanu, Razavi Horasan, Severni in Južni Horasan v Iranu, so ostanki starodavnega Horasana. Do 13. st. in mongolske invazije na pokrajino, je bil Horasan kulturna metropola Velikega Irana.

#### Afganistan
Afganistan je bil del Velikega Horasana skupaj s področji okoli Mervuja in Nišapurja, kar v perzijščini pomeni 'vzhodna dežela'.
V Afganistanu se nahaja Balh, v katerem so živeli številni znameniti perzijski književniki: Rumi, Rabi'a Balhi, Sanai Gaznavi, Džami in Hvaja Abdulah Ansari. Afganistanski jezik Dari je skoraj identičen vzhodnemu dialektu perzijskega jezika. Danes je zelo razširjen v Afganistanu, nekoč pa je bil edini uradni jezik v sasanidskem obdobju.
Perzijski vladar Nasrudin-šah je izgubil kontrolo nad Heratom leta 1857, ko so ga zavzeli Britanci. Še vedno mnogi geografski pojmi še danes nosijo perzijske nazive: Gulistan, Šuhada, Badgis, Majmana, Kala in Nav, Murgab, Puli Humri, Mazar-e Šarif, Band-e Amir, Pušt-i Koh, Farjab, Ajristan, Kara Bag, Jovzdžan, Safid, Nuristan, Dih Bala, Hisarak, Nimruz, Nuristan, Pandžšir, Parvan, Samangan, Sar-i Pol, Maidanšar, Zabul.
زابل به کابل رسید آن زمان

Od Zabula je prišel v Kabul,

گرازان و خندان و دل شادمان

Ponosen, radosten in vesel.

(Firdusi - Šahname)

#### Tadžikistan
Državna himna Tadžikistana Surudi Milli govori o perzijsko-tadžiški identiteti, ki je doživela preporod po razpadu SSSR. Tadžiški jezik je skoraj identičen perzijščini, večina mest v Tadžikistanu nosi perzijske nazive: Dušanbe, Isfara (Esfarayen), Rašt, Garm, Murgab, Vadat, Zarafšan, Šurab, Koljab, itd.

#### Turkmenistan =
Moderni Turkmenistan (Nisa) je domovina iranske dinastije Arsakidov, ki so ustanovili mogočno Partsko ali Arsakidsko cesarstvo. Merv je postal glavno mesto kalifa Al-Mamuna (napol Perzijca), ki je premestil metropolo v področje slabšega arabskega vpliva. Ime turkmenskega glavnega mesta Ašhabad ima korenine v perzijskem imenu Ashk Abad ('Aškovo mesto', po poglavarju dinastije Arsakidov). Turkmenistan je skupaj z današnjim Iranom, Afganistanom in Uzbekistanom nekoč bil del Airjanem Vaejaha ('prostor arijskih narodov' po Avesti).

#### Uzbekistan
V današnjem Uzbekistanu se nahajajo mnoga znamenita mesta kot so Buhara, Samarkand (prvotno Afrasiab), Šahrisabz, Andidžan, Hiva, Navā'i, Širin, Tirmez i Zarafšan. Številni učenjaki trdijo, da so navedena mesta zibelka modernega perzijskega jezika. Iranska dinastija Samanidov, ki je trdila da je po poreklu od Sasanidov, je v Uzbekistanu imela glavno mesto.
ای بخارا شاد باش و دیر زی

Oj Buhara! Radostna bodi in dolgo živi!

شاه زی تو میهمان آید همی

Tvoj kralj ti prihaja v goste.

(Rudaki)

#### Zahodna Kitajska
Avtonomna pokrajina Tashkurgan-Tadžik na skrajnem zahodu Kitajske je zatočišče perzijske manjšine in njihove kulture. Poleg navedene pokrajine, Iranski kulturološki kontinent obsega še Kašgar, Jarkand, Hotan in Turfan, ki so zelo vezani na iransko zgodovino.

### Kurdistan
Kurdistan je kulturološko in zgodovinsko del Velikega Irana več kot 2500 let. Kurdi govorijo severozahodni iranski jezik znan kot kurdski jezik, ter predstavljajo večino populacije v regiji, ki vsebuje tudi arabsko, armensko, ajsorsko, azersko, židovsko, osetsko in turkijske manjšine. Večina prebivalcev regije so muslimani, obstaja pa tudi pomembno število jezidov, jarsanov, alevitov, kristjanov, kurdskih židov, mandaistov in zoroastrijcev.

### Zahodni Pakistan
Zahodne pokrajine modernega Pakistana, kot so Severozahodna mejna provinca in Beludžistan, so naseljene v glavnem z iranskimi narodi Paštuni in Beludži, ki sestavljajo večino lokalne populacije. Paštuni in Beludži so najvzhodnejša iranska plemena, področje na katerem živijo je mejni del Iranske visoke planote na vzhodu.

### Kavkaz
Področja severnog Kavkaza kot so Dagestan, Čečenija, Severna Osetija, Kabardsko-Balkarska in številna druga, so bila del Irana vse dokler jih v 18. in 19. stoletju ni okupiral Ruski imperij. Močan vpliv perzijske kulture se lahko občuti vse do Tatarstana v srednji Rusiji. Primeri iranske arhitekture v mnogih kavkaškim področjih kot je sasanidska trdnjava v Derbentu priča o velikem strateškem pomenu za Perzijce, ki so dominirali v regiji do prihoda Rusov. Kljub dvestoletni ruski dominaciji, so v velikem delu Kavkaza obdržali številne primere iranske tradicije kot je proslava Novruza (iransko novo leto).

#### Južni Kavkaz
V skladu z Gulistanskim sporazumom se je, Iran obvezal Rusom predati vsa področja južnega Kavkaza, to je kanate Baku, Širvan, Karabah, Gandža, Šaki, Kuba ter dele Tališa. Derbent (Darband). Ti kanati so del modernega Azerbajdžana. Samo 15 let kasneje, v skladu s Turkmenčajskim sporazumom, je bil Iran prisiljen predati tudi Nahičevan ter dele Mugana in Erevana, ki so danes sestavni del Azerbajdžana in Armenije. Številna področja in naselja v tej regiji še danes nosijo perzijska imena ali imena, ki izvirajo iz iranskih jezikov.

#### Armenija
Armenija je bila provinca številnih perzijskih cesarstev že od ahemenidske dobe dalje in bila stoletja pod direktnim vplivom perzijske kulture. Zgodovinsko je naseljena z iranskimi narodi, ki so se mešali s kavkaškimi. Zaradi številnih političnih preobratov med Perzijci in Rimljani odnosno Bizantinci, je Armenija postala združba prepletenih lokalnih kultur, iranskih socialnih in političnih struktur, ter helenistične in krščanske tradicije. Zaradi močnega vpliva Zahoda in Rusije, je Armenija kljub stoletni neodvisnosti, asimilirala številne tuje kulture, tudi evropsko in libanonsko.
Moderni Iran ima še danes relativno veliko armensko manjšino, ki šteje 300.000 ljudi in je pustila sledi v iranski zgodovini (npr. stolnica Vank v Isfahanu).

#### Nahičevan
V zgodnji antiki je Narsih Perzijski zgradil obrambne strukture v pokrajini Nahičevan. Kasneje so mnogi perzijski pisci in intelektualci iz kadžarskega obdobja živeli na tem področju, ki je v začetku 19. stoletja pripadlo Ruskemu cesarstvu.
که تا جایگه یافتی نخچوان

Oj Nahičevan, spoštujem tvoje dosežke,

بدین شاه شد بخت پیرت جوان

S tem kraljem boš ostal srečen.

(Nizami)

#### Gruzija
Gruzija ali Gorjestan je bila perzijska provinca v sasanidskem obdobju, v času vladavine Hormizda IV. V safavidskem obdobju je bila zelo kulturo povezana z Iranom; perzijski jezik je postal uradni jezik v Gruziji v času vladavine šaha Tahmaspa in Alah Verdi-hana, ki je pripadal gruzijski eliti v safavidski vladi in ima v Isfahanu tudi spomenik. Iranski premier Amin al-Sultan je imel očeta Gruzijca. Gruzija je bila ponovno ena od perzijskih provinc od 1629 do 1762, ko je pripadla Rusiji.
Proiransko je bil posebej nastrojen južni del Gruzije, njen severni del pa se je bolj naslanjal na rusko pomoč iz severa. Na mesto Teflis (gruzijsko Tbilisi) so Perzijci pustili močan kulturni pečat, nekaj časa je bil celo začasna rezidenca kadžarskih naslednikov princa Abasa Mirze.
Ker Perzija ni več mogla parirati Rusom v Gruziji, se je uradno odrekla gruzijskega ozemlja v skladu z Gulistanskim in Turkmenčajskem sporazumom. Iran se je odrekel vseh mest in vasi v Gruziji, tudi regij ob črnomorski obali, kot so Megrelija, Abhazija, Imeretija in Gurija.

### Irak
Irak je bil provinca številnih Perzijskih cesarstev od ahemenidske dobe dalje in bil pod močnim vplivom perzijske kulture. Mezopotamsko mesto Babilon je bilo eno od najpomembnejših mest Ahemenidskega cesarstva, bližnji Ktezifon pa je bil eno od glavnih mest Sasanidskega cesarstva. Danes številna iraška mesta in province nosijo perzijska imena (Al-Anbara ali Bagdad). Ostali primeri so Nokrad (arabsko Al-Haditha), Suristan (Kufa), Šahrban (Miqdadiya), Arvandrud (Šat el Arab) in Ašeb (Imadija).
Patrick Clawson trdi:
»Arabski nacionalisti poskušajo razširiti sedanjost v preteklost, a je to izkrivljanje resnice. Iranski teritorij je nekoč obsegal teritorij današnjega Iraka. Prvo sasanidsko glavno mesto je bilo Ktezifon, 33 km jugovzhodno od Bagdada.«
Celo po arabizaciji Iraka v času islamskega osvajanja v 7. stoletju, se je perzijski vpliv zadržal še stoletja kasneje. Slavni perzijski šiitski kleriki so pokopani v Nadžafu in Karbali. Področje Iraka v 17. stoletju je izgubila perzijska dinastija Safavidov v korist Osmanskega cesarstva.

## Galerija zemljevidov
- Ahemenidsko cesarstvo iz okoli 500. pr. n. št.
- Sasanidsko cesarstvo
- Zemljevid iz 1753. (Robert de Vaugondy)
- Zemljevid Srednje Azije iz 1719.
- Nemški zemljevid iz 1598.
- Safavidsko cesarstvo
- Zemljevid nizozemskega geografa Jodocusa Hondiusa iz 1610, ki vključuje Baktrijo in Gruzijo
- Britanski zemljevid Perzije iz 1808.

## Mednarodni sporazumi
- 1639 - Pogodba Zuhab - Iran uradno preda Bagdad in ozemlje sodobnega Iraka v roke Otomanskega cesarstva.
- 1813 - Gulistanska pogodba - Iran se odreče večjim območjem po vsem Kavkazu.
- 1828 - Pogodba Turkmenchay - Rusija si prisvaji Kavkaz (podpisal Fath Ali Shah).
- 1857 - Pariška pogodba - Iran izgubi Herat in območja Afganistana v korist Združenega kraljestva v zameno za južna pristanišča (podpisal Naseredin šah).
- 1881 - Pogodba Ahal - Iran se odreče Mervu in delov Horeza v zameno za jamstva za varnost Rusije (podpisal Naseredin šah).
- 1893 - Iran prepušča Rusiji dodatna območja ob reki Atrek (podpisala generala Boutsoff in Mirza Ali Asghar Amin Al-Sultan).
- 1907 - Perzija naj bi bila razdeljen na tri ločena področja.
- 1970 - Iran se odreče Bahrajnu v korist Združenega kraljestva v zameno za otoke Veliki in Mali Tunbs in Abu Musa v Perzijskem zalivu

### Angleščina
- Međunarodni sporazumi i zemljovid Velikog Irana Arhivirano 2021-03-10 na Wayback Machine.
- Veliki Iran (Iranian.com)
- Perzijanci u Kini
- Piruz u Kini

### Perzijščina
- Intervju: Iran e Bozrorg (rasprava) Arhivirano 2007-10-25 na Wayback Machine. (2) Arhivirano 2007-09-28 na Wayback Machine. (3) Arhivirano 2012-07-17 na Wayback Machine.